# Kolegiata Notre-Dame w Écouis
Kolegiata Notre-Dame (fr. Collégiale Notre-Dame) – rzymskokatolicka, gotycka świątynia parafialna znajdująca się we francuskiej gminie Écouis. Do 1790 siedziba kapituły kolegiackiej.

## Historia
W średniowieczu w tym miejscu znajdował się kościół pod wezwaniem św. Albina (fr. Saint-Aubin), od 1141 roku podległy opactwu Matki Bożej w Bec. 10 czerwca 1308 świątynię przejął szambelan Enguerrand de Marigny, który planował ustanowić tu siedzibę kapituły składającej się z dwunastu kanoników. Stary kościół rozebrano, a nową kolegiatę wzniesiono w latach 1310–1313. 9 września 1313 budynek konsekrował kardynał Nicolas Caignet de Fréauville, kuzyn szambelana. W 1326 w prezbiterium złożono szczątki straconego Enguerranda. W XIV wzniesiono kaplicę północną, a w 1528 – południową pw. św. Albina. W kościele gościli m.in. królowie Ludwik XI i Ludwik XII, a jednym z kanoników był Wincenty a Paulo. Po wybuchu rewolucji francuskiej 24 sierpnia 1790 zlikwidowano kapitułę, w 1794 kolegiatę przekształcono w świątynię Rozumu. Nagrobek Enguerranda został zdewastowany. Do 1797 pełniła funkcję warsztatu, a następnie stodoły. Wskutek pożaru zniszczeniu uległo wyposażenie oraz iglica, a portal główny przebudowano. Po upadku Napoleona została kościołem parafialnym. 13 czerwca 1913 budynek wpisano do rejestru zabytków.

## Architektura
Świątynia gotycka, jednonawowa, orientowana, wzniesiona na planie krzyża. Plac, na którym stoi kościół, do 1765 pełnił funkcję cmentarza. Prezbiterium ma długość 20,9 m i jest dłuższe od nawy głównej, o długości 15,65 m. Transept ma szerokość 10,4 m. Ceglane sklepienie kolebkowe wznosi się na wysokość 18 m, powstało ono w roku 1768, pierwotny, drewniany strop zachował się w kaplicach bocznych. Skrzyżowanie naw nie jest zwieńczone sygnaturką, co odróżnia kolegiatę od większości gotyckich kościołów w Normandii. Do prezbiterium dostawione są dwie kaplice, do północnej wchodzi się przez zakrystię pełniącą pierwotnie funkcję kapitularza. Dwuwieżową fasadę zdobi okno z maswerkiem w stylu flamboyant.

## Wyposażenie
Ołtarz i drewniane elementy wyposażenia pochodzą głównie z XVII wieku, chrzcielnicę wykonano w wieku XVIII. We wnętrzu znajduje się nagrobek biskupa Jeana de Marigny’ego z połowy XIV-wieku, XV-wieczny krucyfiks oraz rzeźby: Zwiastowania Pańskiego na północnej ścianie nawy, św. Weroniki, św. Marii Egipcjanki i ecce homo z XV wieku w północnym ramieniu transeptu, św. Małgorzaty w południowym ramieniu transeptu i świętych: Wawrzyńca, Dionizego i Marcina w północnej kaplicy wraz z XIV-wiecznym posągiem św. Cecylii. XIV-wieczne stalle w prezbiterium z 36 miejscami są jednymi z najstarszych we Francji. Renowację XVII-wiecznych organów uznano za zbyt kosztowną, stąd w 2008 roku uruchomiono organy cyfrowe Allen Elite Opus II. Ich inauguracji dokonała organistka Sophie-Véronique Cauchefer-Choplin.

## Galeria

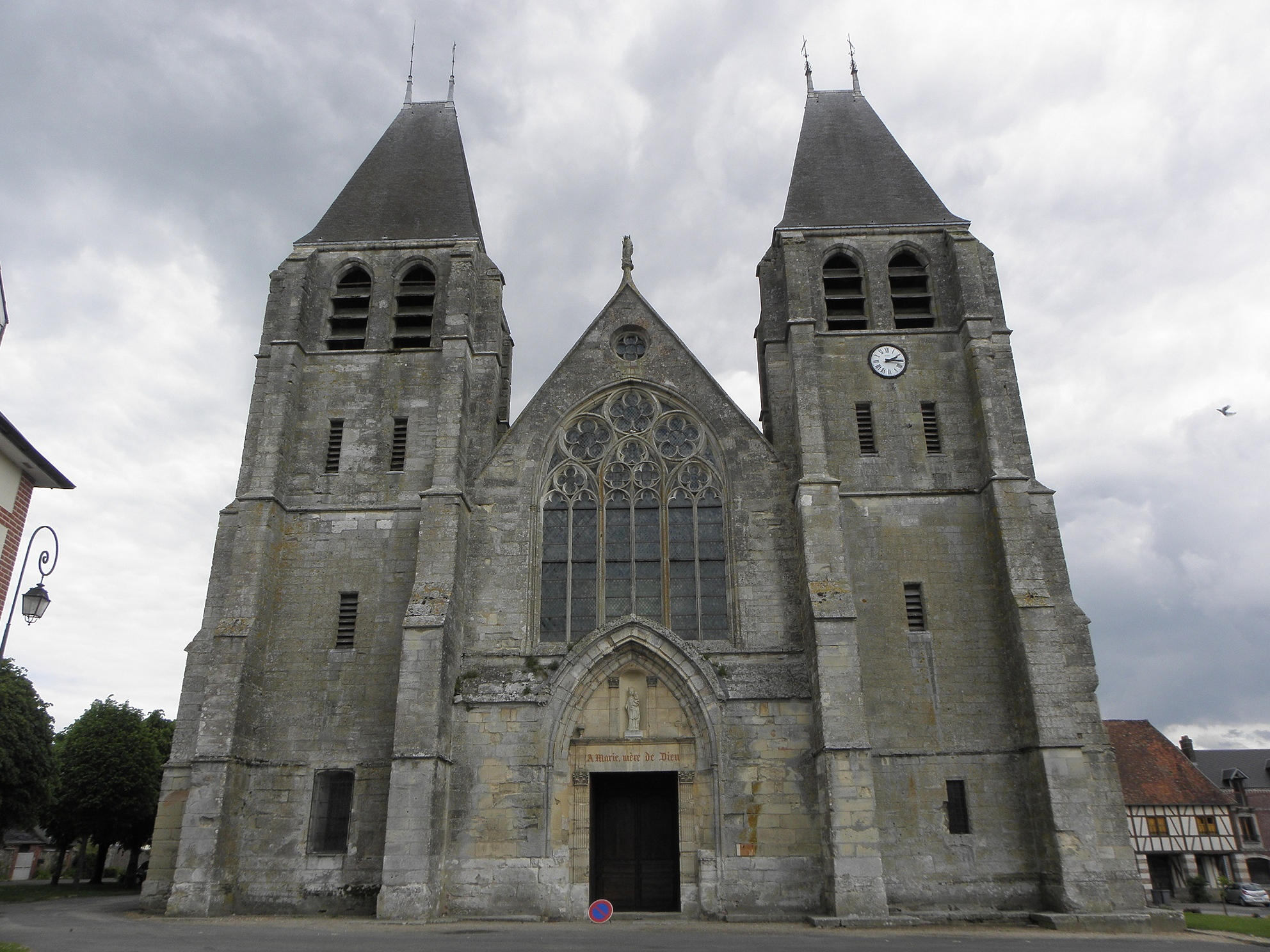
Fasada
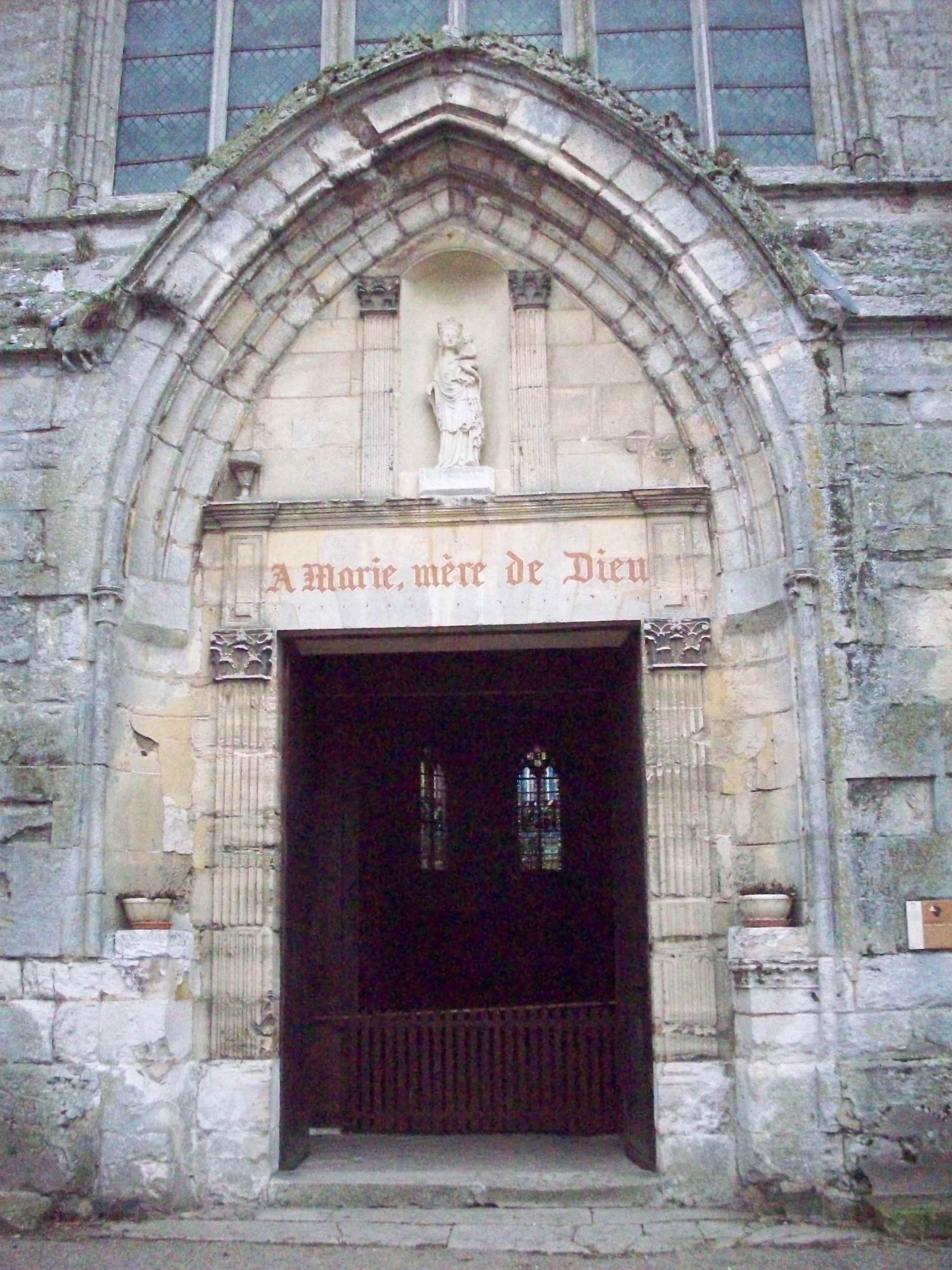
Portal główny
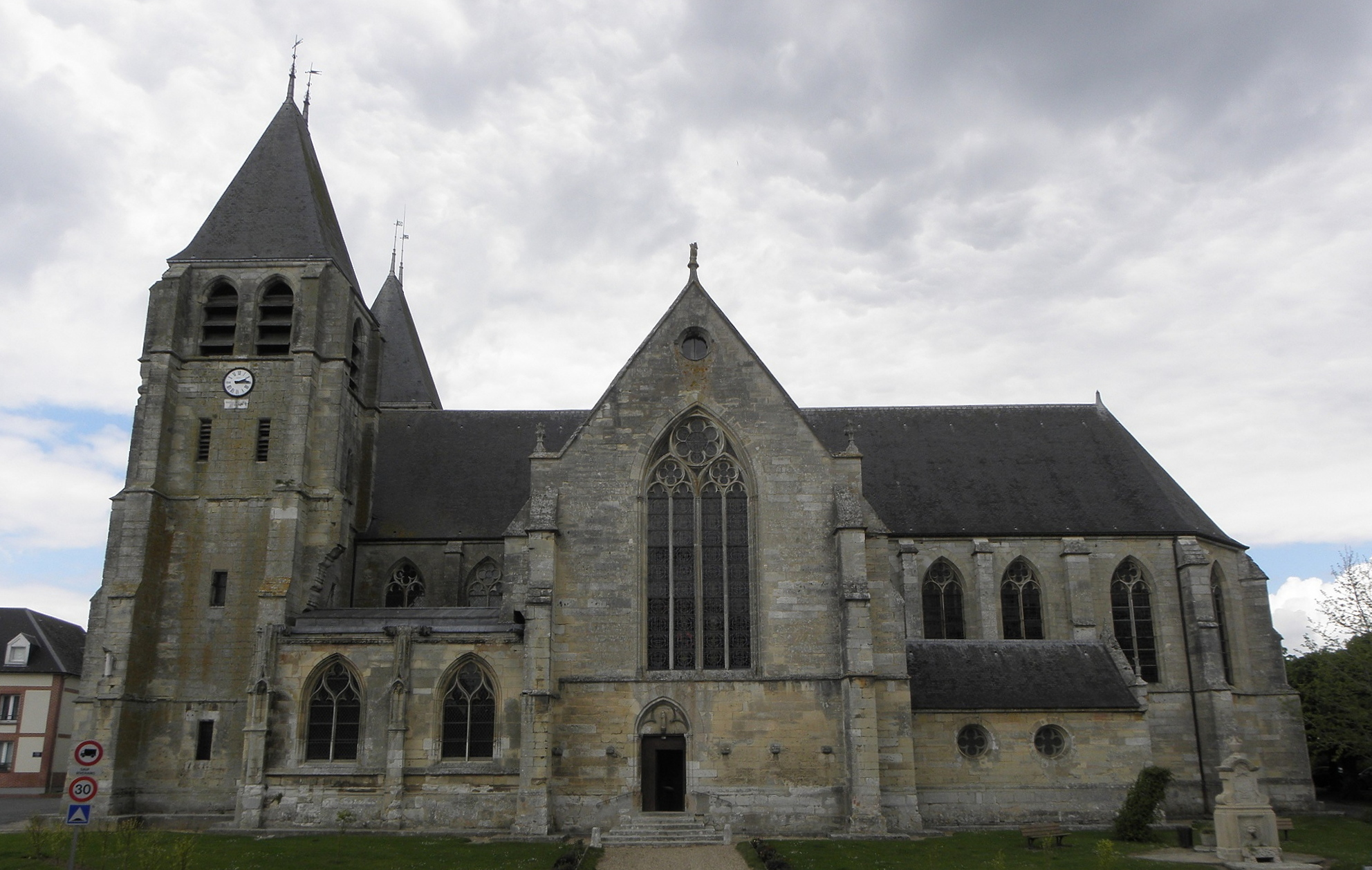
Widok z południowego wschodu
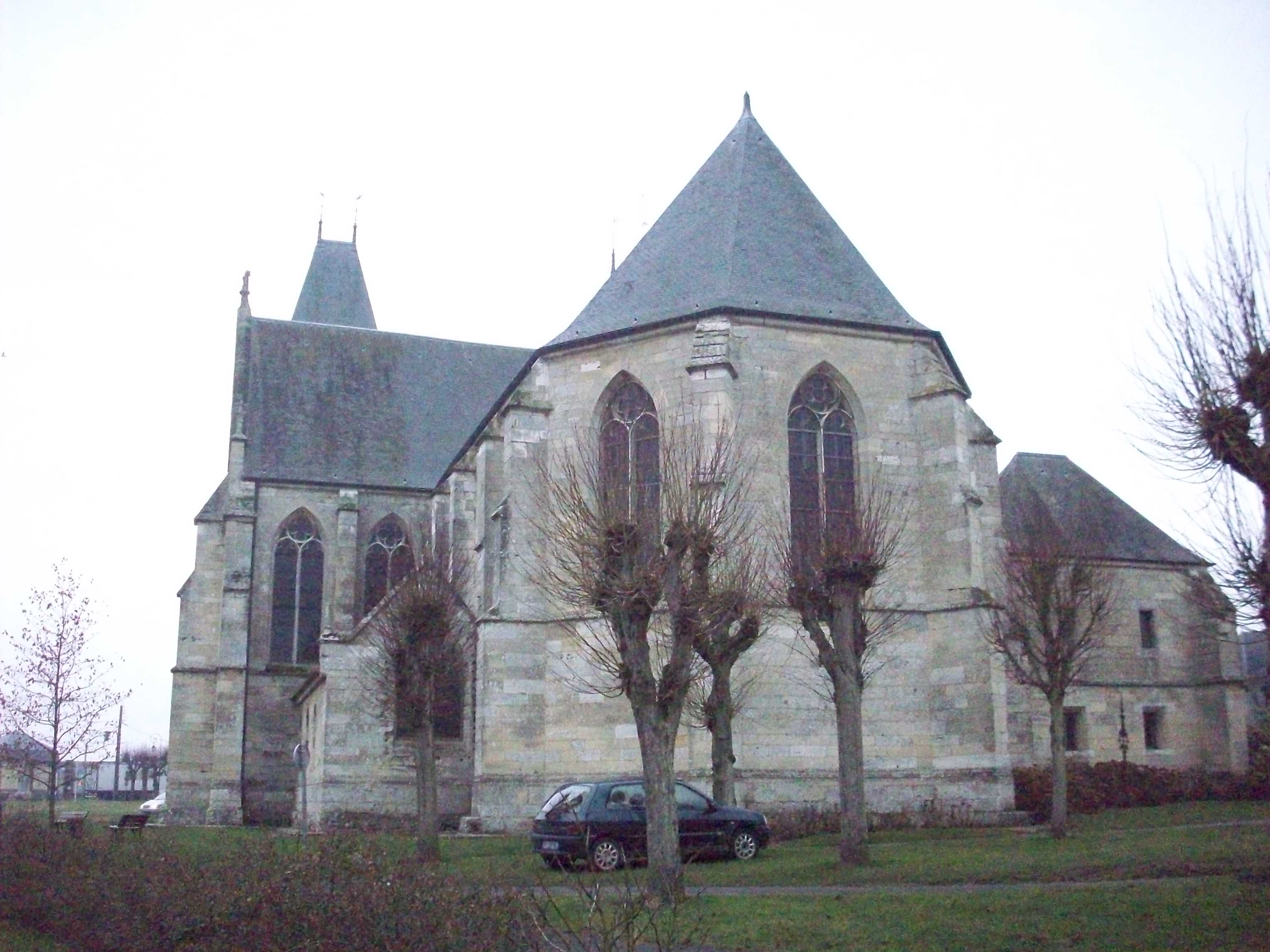
Absyda
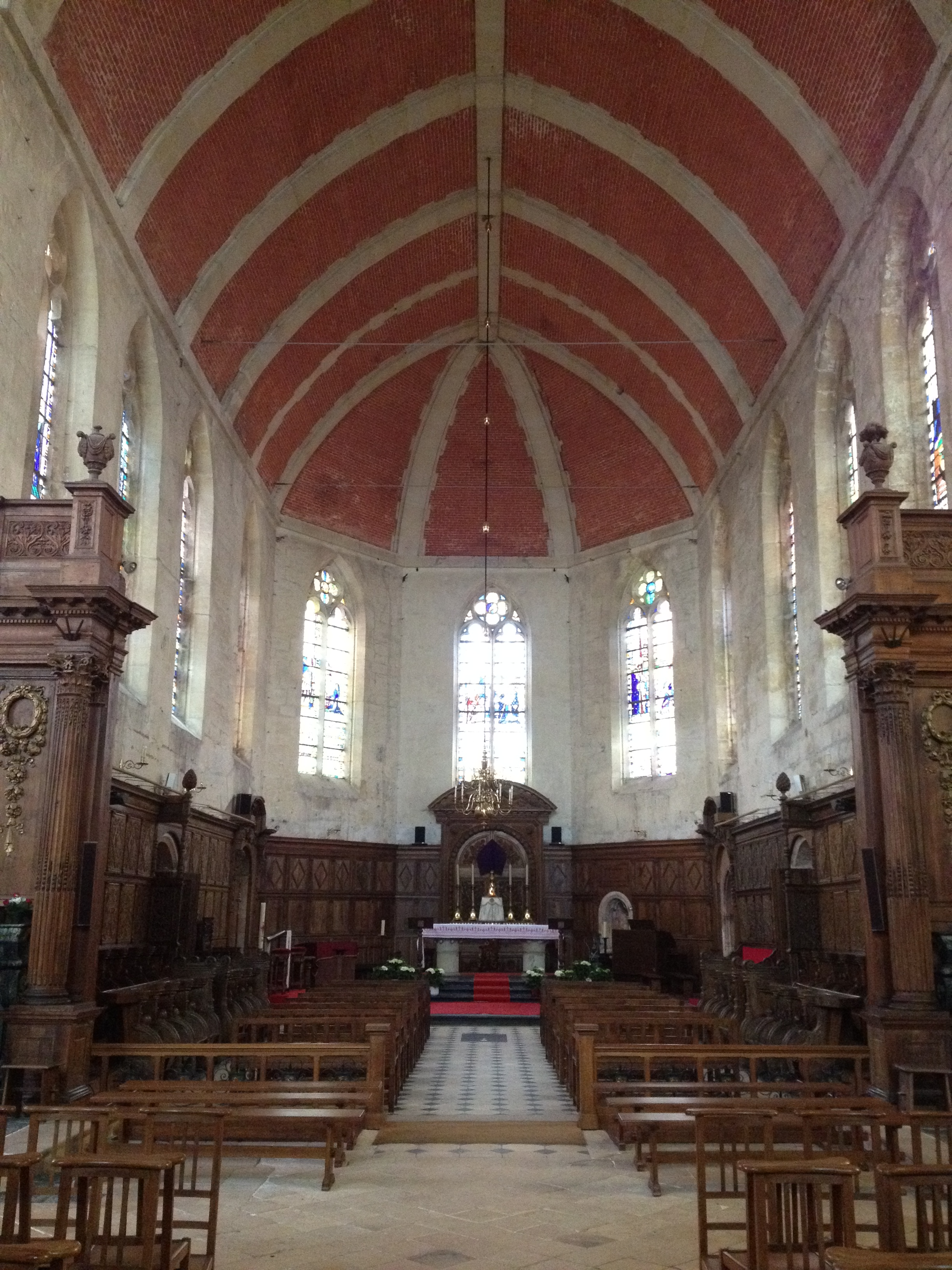
Wnętrze
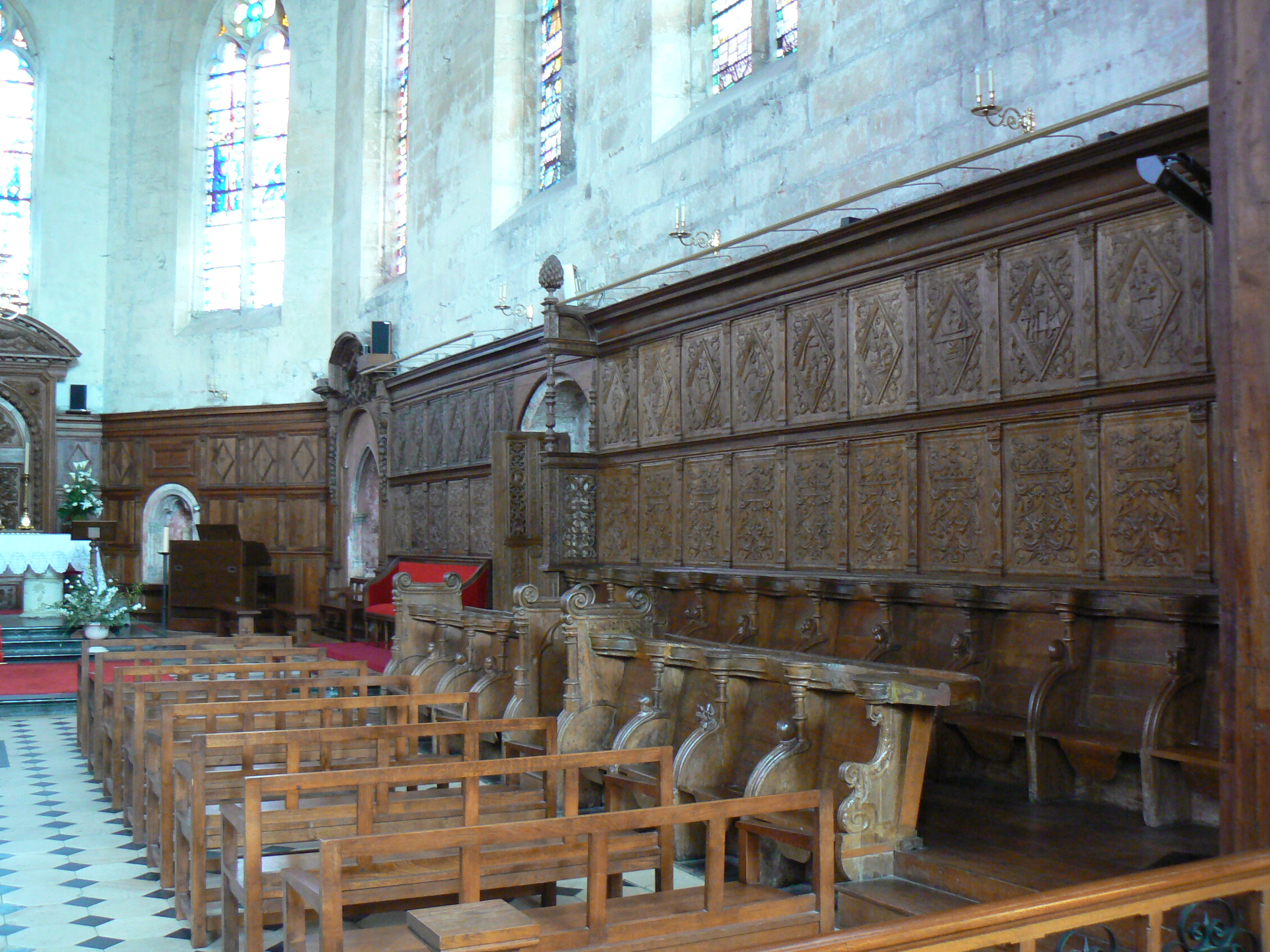
Stalle
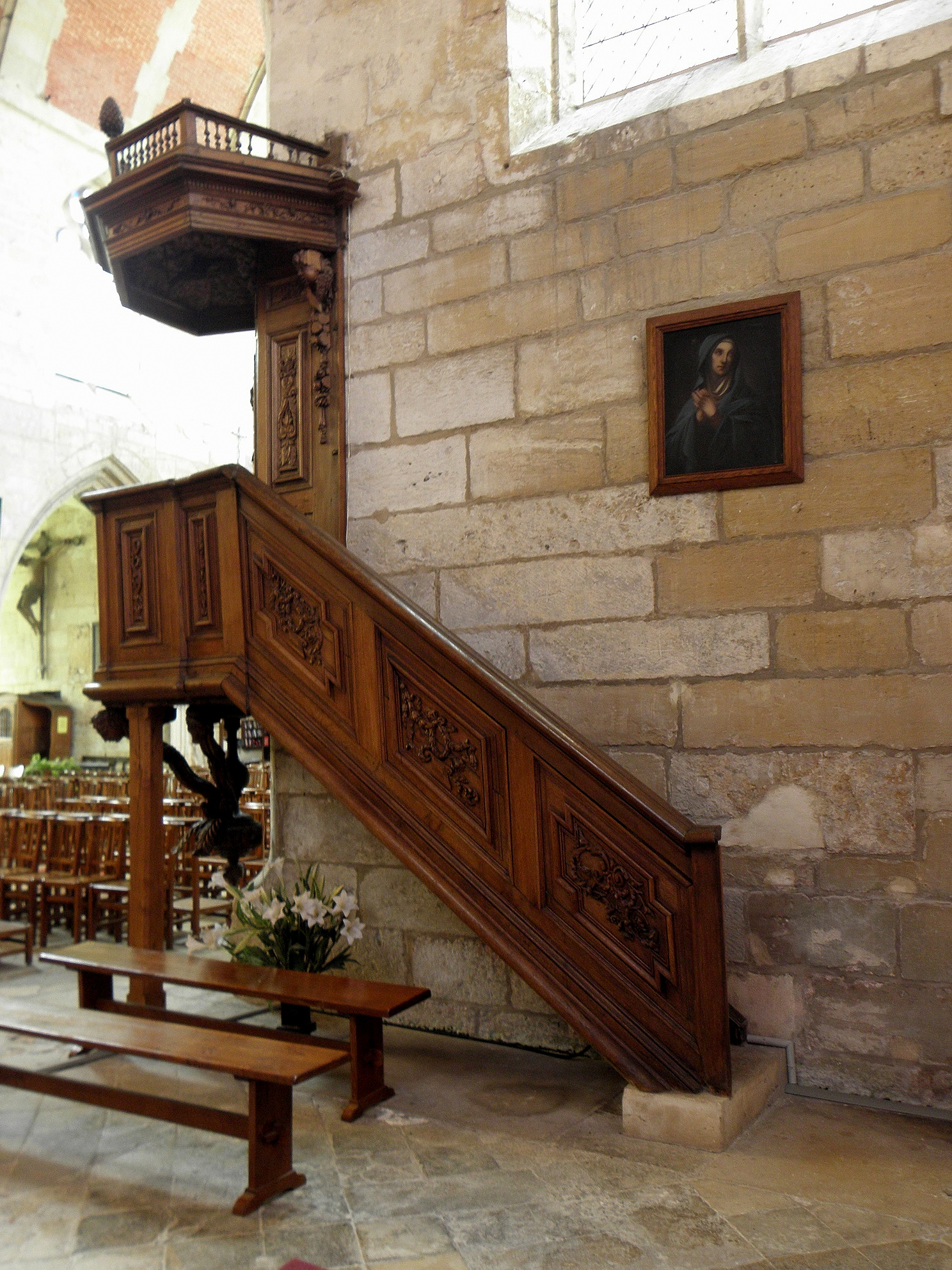
Ambona
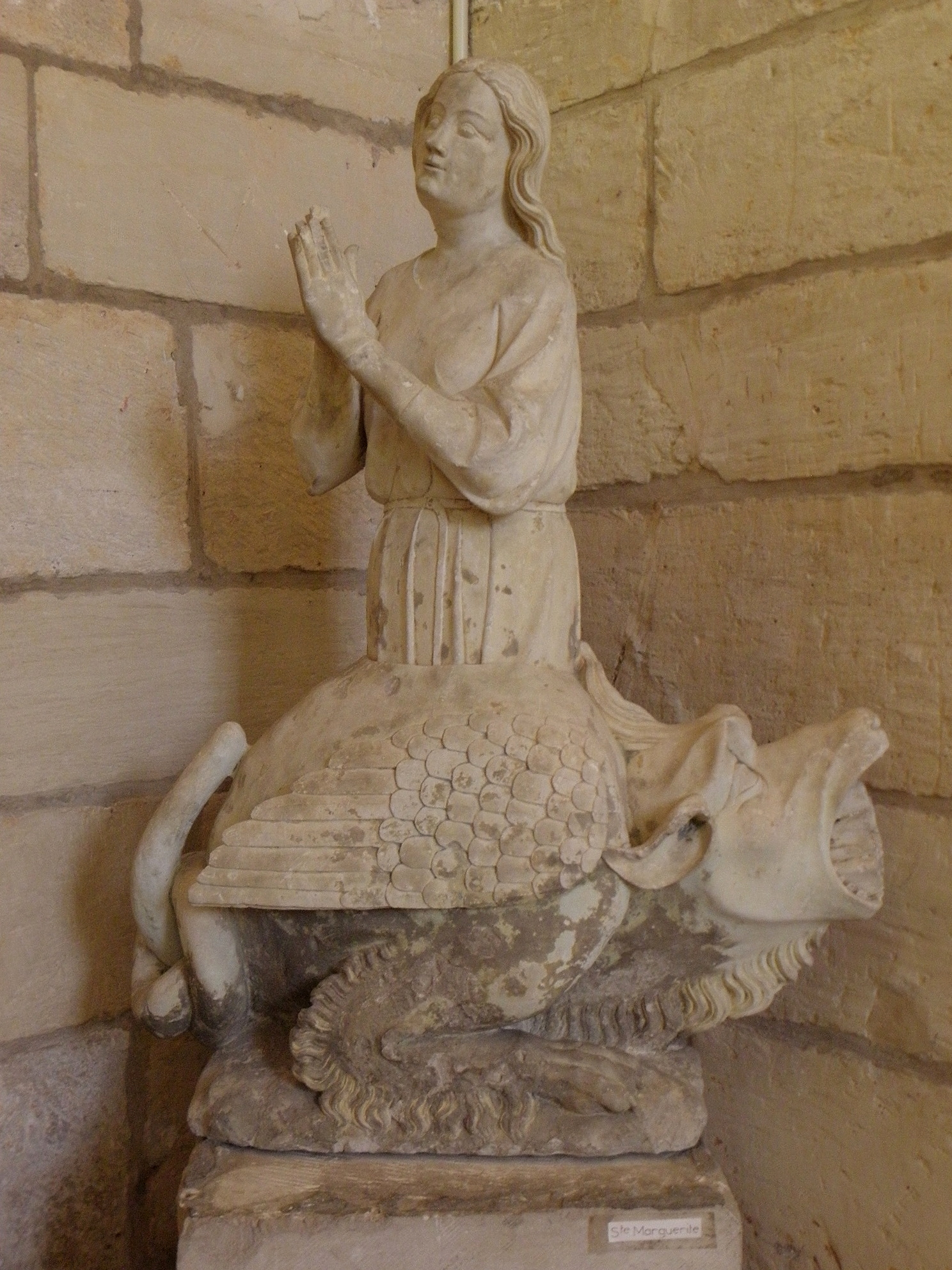
Figura św. Małgorzaty
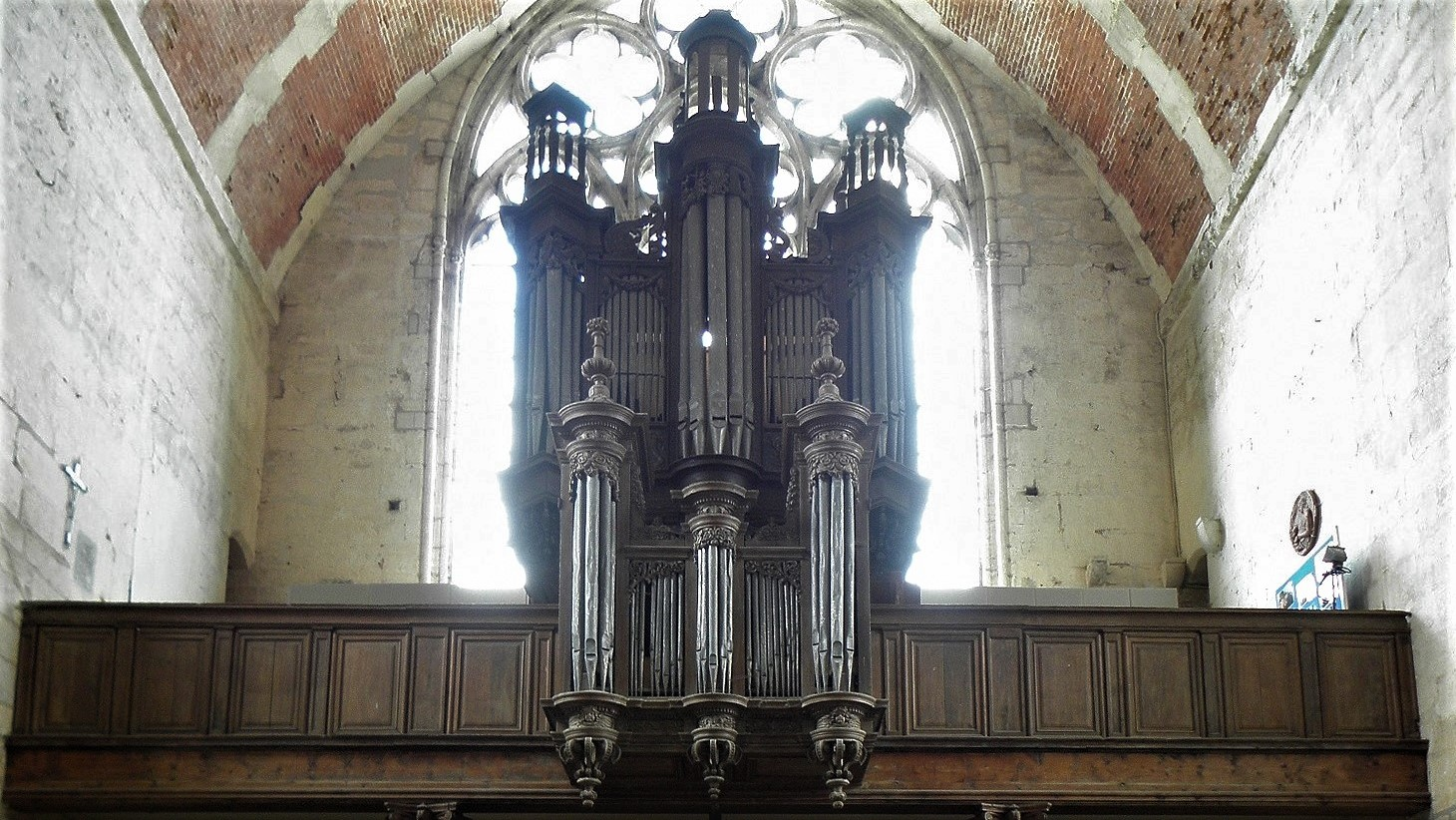
Organy
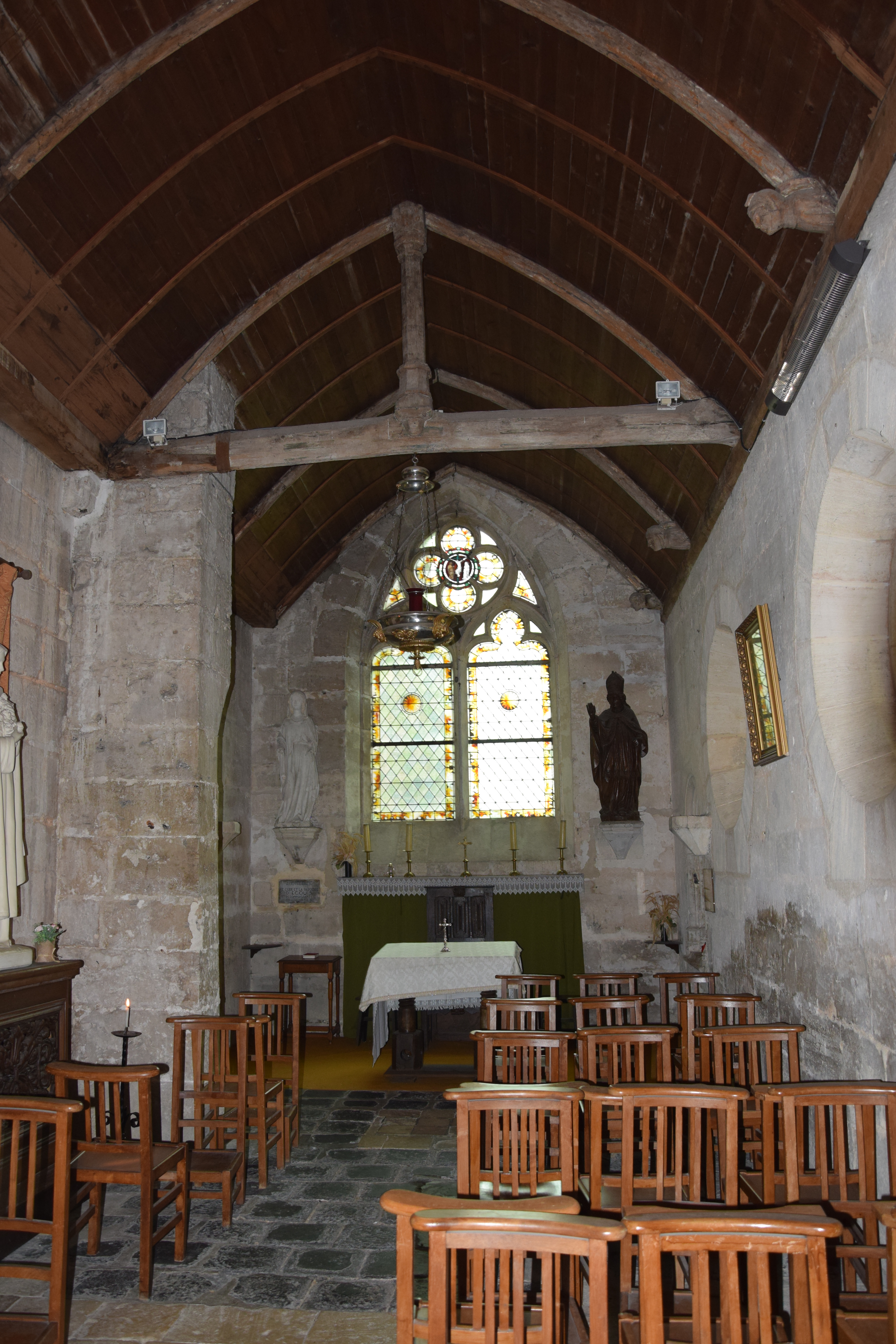
Jedna z kaplic bocznych
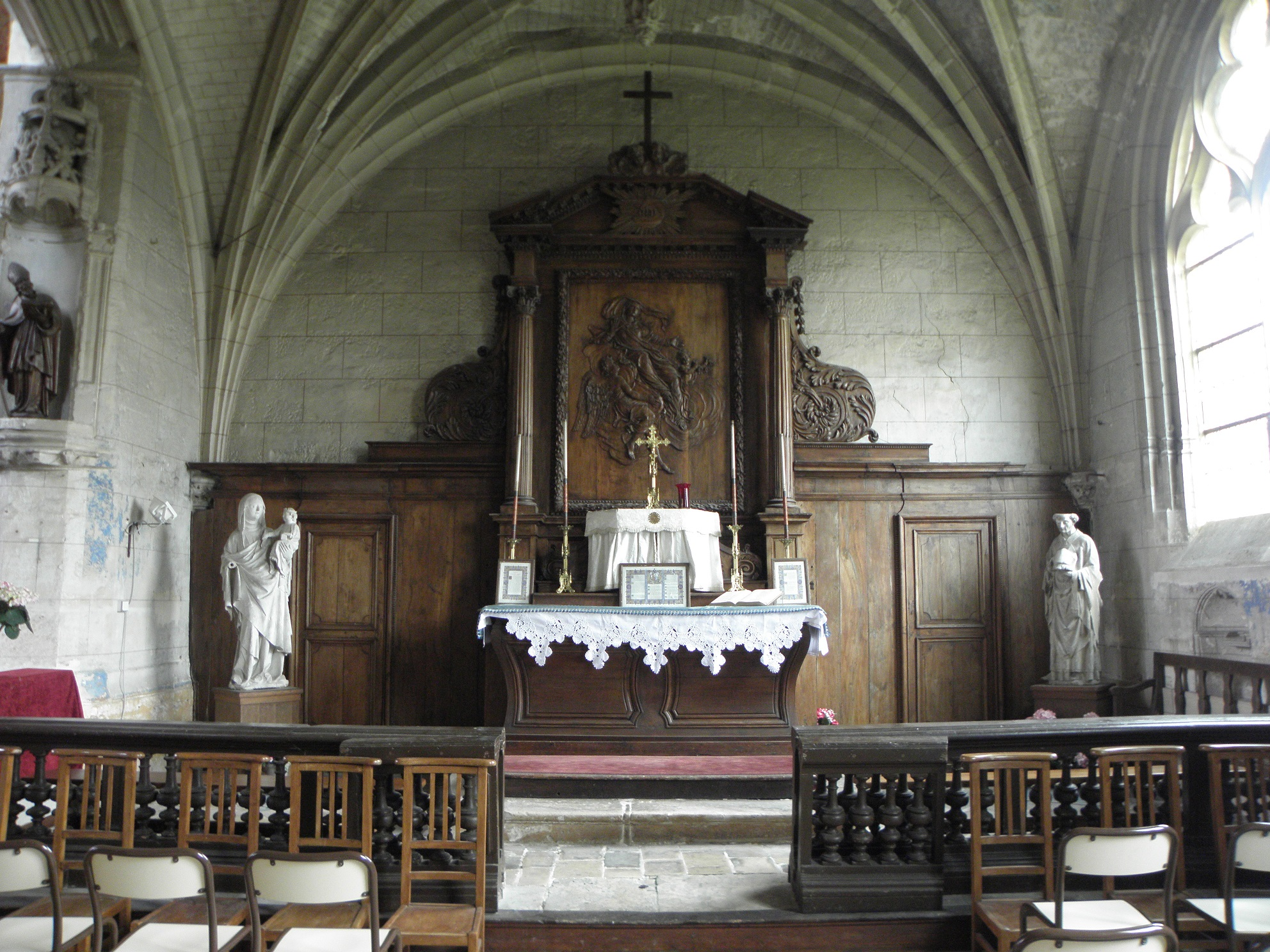
Kaplica południowa
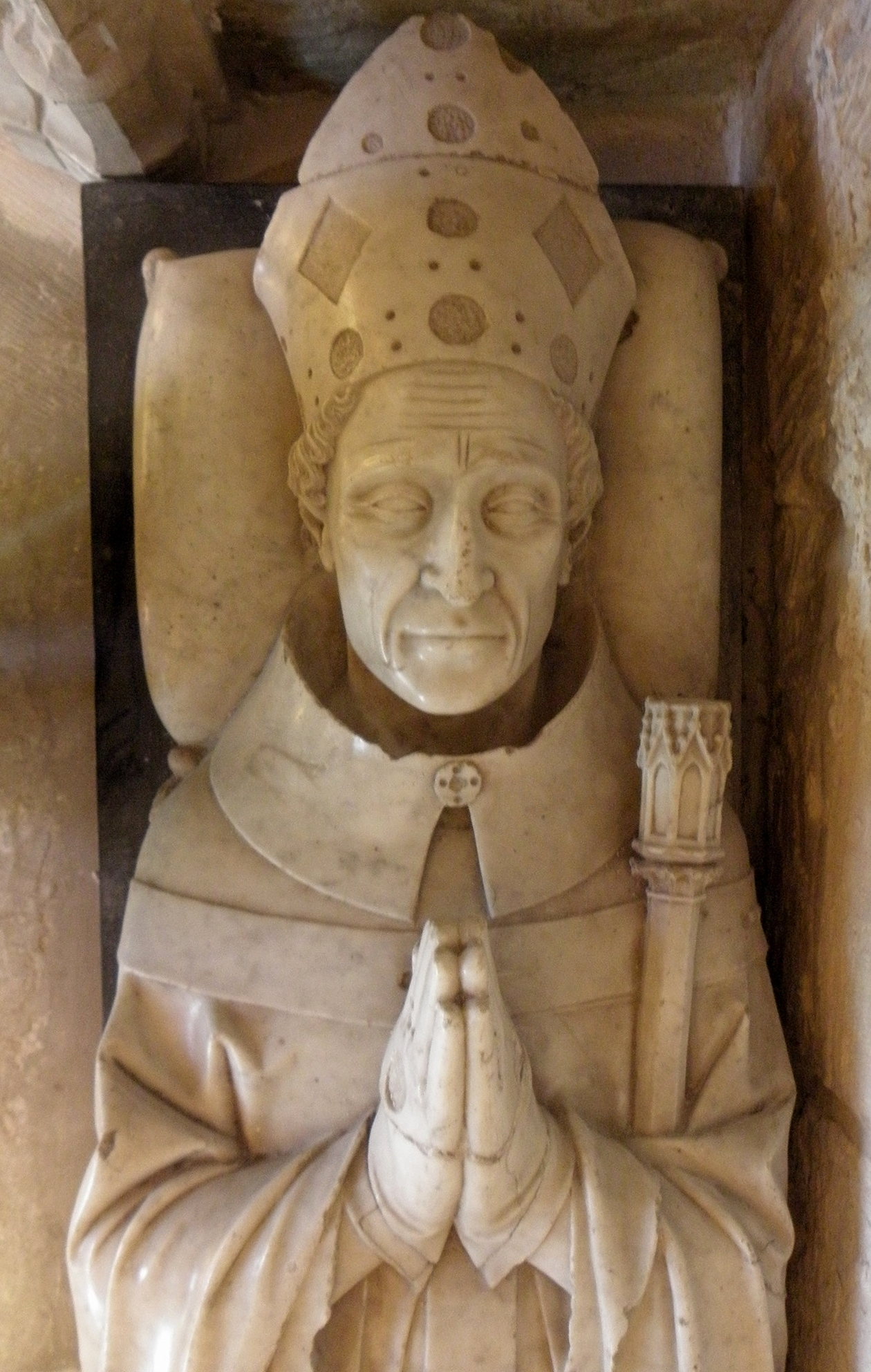
Nagrobek bpa Jeana de Marigny’ego